# Альбина де Монтолон
Альбина де Монтолон (фр. Albine de Montholon, урождённая Albine Hélène de Vassal; 1779—1848) — французская дворянка, жена маркиза Шарля-Тристана де Монтолона, адъютанта Наполеона. Считается любовницей императора во время его изгнания на остров Святой Елены.

## Биография
Родилась 18 декабря 1779 года в Париже. В семье росли ещё две девочки — Иоланта и Сюзанна. Её двоюродным братом был Жан Жак Режи де Камбасерес — французский государственный деятель, титулярный герцог Пармский в 1808—1814 годах.

Альбина де Монтолон

С 19 февраля 1797 года замужем за Жан-Пьером Биньоном, развелись в 1799 году. 18 августа 1800 года во второй раз вышла замуж за Даниеля Роже и в декабре 1809 года родила сына — Наполеона Шарля Тристана де Монтолона. Второй сын — Тристан Шарль Франсуа Наполеон де Монтолон-Семонвиль (Tristan Charles François Napoléon de Montholon Semonville) родился 3 октября 1810 года. Разведясь со вторым мужем, через два месяца — 2 июля 1812 года, вышла замуж за адъютанта Наполеона I Шарля-Тристана де Монтолона, от которого в 1814 году родила третьего сына — Шарля Фредерика де Монтолон-Семонвиля (Charles Frédéric de Montholon Semonville). Четвёртый ребёнок — девочка — Наполеон Мария Елена Шарлотта де Монтолон-Семонвиль (Napoléone Marie Hélène Charlotte de Montholon Semonville), родилась в 1816 году на острове Святой Елены, куда Шарль-Тристан отправился в ссылку вслед за императором. Все дети имели фамилию третьего мужа Альбины. По мнению некоторых историков, отцом дочери Альбины был Наполеон I. Покинула остров и вернулась во Францию в июле 1819 года после того как Наполеон узнал о её романе с подполковником Бэзилом Джексоном.
Умерла 25 марта 1848 года в Монпелье и была похоронена в склепе.
Воспоминания Альбины о жизни на острове Святой Елены — Souvenirs de Sainte-Hélène par la Comtesse de Montholon, 1815—1816 — были опубликованы в 1901 году её внуком.

## В массовой культуре
- «Наполеон на острове Святой Елены[нем.]» (немой, Германия, 1929) — актриса Сьюзи Пирсон[фр.]
- «Святая Елена, маленький остров[итал.]» (Италия, 1943) — актриса Карла Кандиани[итал.]
- В англо-французском фильме Monsieur N.[англ.][4] роль Альбины де Монтолон сыграла актриса Эльза Зильберштейн.